# Javier Valdivia
Javier Valdivia Huerta (1941. december 4. – ) mexikói válogatott labdarúgó.

## Pályafutása

### Klubcsapatban
1960 és 1971 között a CD Guadalajara játékosa volt. Később játszott még a Club Jalisco (1971–72) csapatában is. 

### A válogatottban
1965 és 1971 között 24 alkalommal szerepelt a mexikói válogatottban és 5 gólt szerzett. Részt vett a hazai rendezésű 1970-es világbajnokságon.

## Sikerei
CD Guadalajara
- Mexikói bajnok (6): 1959–60, 1960–61, 1961–62, 1962–63, 1963–64, 1970
- Mexikói kupa (1): 1962–63, 1969–70
- Mexikói szuperkupa (5): 1960, 1961, 1964, 1965, 1970
- CONCACAF-bajnokok kupája (1): 1962

## Külső hivatkozások
- Javier Valdivia adatlapja a National-Football-Teams.com oldalon (angolul)

- Javier Valdivia adatlapja a worldfootball.net oldalon (angolul)